# Pseudotolithus elongatus
Pseudotolithus elongatus es una especie de pez de la familia Sciaenidae en el orden de los Perciformes.

## Morfología
• Los machos pueden llegar alcanzar los 47 cm de longitud total.

## Alimentación
Come peces y gambas.

## Hábitat
Es un pez de clima tropical (17°N-6°S, 17°W-14°E) y demersal que vive entre 0-100 m de profundidad.

## Distribución geográfica
Se encuentra en el  Atlántico oriental: desde el Senegal hasta el sur de Angola.

## Observaciones
Es inofensivo para los humanos.